# (19428) Gracehsu
(19428) Gracehsu (1998 FU66) – planetoida z pasa głównego asteroid okrążająca Słońce w ciągu 4,45 lat w średniej odległości 2,71 j.a. Odkryta 20 marca 1998 roku.